# Ashley Jones

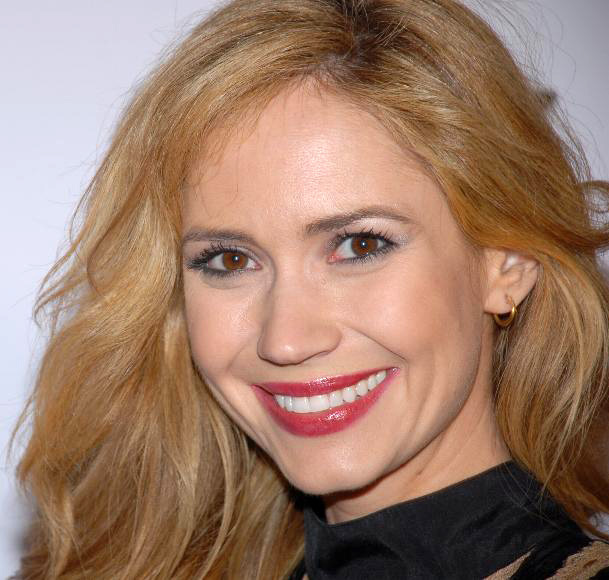
Ashley Jones (2005)

Ashley Aubra Jones (* 3. September 1976 in Memphis, Tennessee) ist eine US-amerikanische Schauspielerin und Filmproduzentin.

## Leben und Karriere
Bekannt wurde Jones durch ihre Rolle der Megan Dennison Viscardi in der Seifenoper Schatten der Leidenschaft, die sie von 1998 bis 2000 spielte. Für diese Rolle wurde sie zweimal für den Daytime Emmy Award nominiert. Seit 2004 spielt sie die Rolle der Bridget Forrester in der Schwesterserie Reich und Schön.
Von 2002 bis 2009 war Jones mit Noah Nelson – dem Sohn des Schauspielers Craig T. Nelson – verheiratet.

## Filmografie (Auswahl)
- 1993: Dr. Quinn – Ärztin aus Leidenschaft (Dr. Quinn, Medicine Woman, Fernsehserie, 1 Episode)
- 1993: American Inferno (The Fire Next Time, Fernsehfilm)
- 1995: Mißbrauchte Träume (She Fought Alone, Fernsehfilm)
- 1996: Mutter mit Fünfzehn (Our Son, the Matchmaker, Fernsehfilm)
- 1997–2000: Schatten der Leidenschaft (The Young and the Restless, Fernsehserie, 48 Episoden)
- 2000: Strong Medicine: Zwei Ärztinnen wie Feuer und Eis (Strong Medicine, Fernsehserie, 1 Episode)
- 2001: Altar des Satans (Devil’s Prey)
- 2001: The District – Einsatz in Washington (The District, Fernsehserie, 1 Episode)
- 2003: Old School – Wir lassen absolut nichts anbrennen (Old School)
- 2004: Without a Trace – Spurlos verschwunden (Without a Trace, Fernsehserie, 1 Episode)
- 2004: Crossing Jordan – Pathologin mit Profil (Crossing Jordan, Fernsehserie, 1 Episode)
- seit 2004: Reich und Schön (The Bold and the Beautiful, Fernsehserie)
- 2005: Extreme Dating
- 2007: CSI: NY (Fernsehserie, 1 Episode)
- 2008: His Good Will
- 2008: True Blood (Fernsehserie, 8 Episoden)
- 2009: FlashForward (Fernsehserie, 1 Episode)
- 2009: The Mentalist (Fernsehserie, 1 Episode)
- 2009: CSI: Den Tätern auf der Spur (CSI: Crime Scene Investigation, Fernsehserie, 1 Episode)
- 2011: Dr. House (House, M.D., Fernsehserie, 1 Episode)
- 2012: Bones – Die Knochenjägerin (Fernsehserie, S7 E12)
- 2014: Criminal Minds (Fernsehserie, 1 Episode)
- 2015: Die Trauzeugen AG (The Wedding Ringer)
- 2015: CSI: Cyber (Fernsehserie, 1 Episode)
- 2016: NCIS: Los Angeles (Fernsehserie, 1 Episode)
- 2017: Good After Bad
- 2016–2017: General Hospital (Fernsehserie, 20 Episoden)
- 2017: Navy CIS (NCIS, Fernsehserie, 1 Episode)
- 2017: Wonderful Dream: Ein Vater zu Weihnachten (12 Days of Giving, Fernsehfilm)
- 2017: You Killed My Mother
- 2017–2018: Major Crimes (Fernsehserie, 2 Episoden)
- 2019: Homekilling Queen (Fernsehfilm)
- 2019: We Die Alone (Kurzfilm)
- 2021: The Rookie (Fernsehserie, 1 Episode)
- 2021: Saving My Daughter (Double Kidnapped)
- 2021: All Rise (Fernsehserie, 4 Episoden)
- 2022: Atlanta Medical (The Resident, Fernsehserie, 1 Episode)
- 2022: For All Mankind (Fernsehserie, 1 Episode)
- 2022: Der Denver-Clan (Dynasty, Fernsehserie, 1 Episode)
- 2022: The Secret Life of College Escorts (Fernsehfilm)
- 2022: What Happened to My Sister (Fernsehfilm)
- 2023: So Help Me Todd (Fernsehserie, 1 Episode)